# Claymore (Schiff)
Die Claymore war eine 1978 gebaute Fähre der Reederei Caledonian MacBrayne. Die Fähre wurde bis 1996 von der Reederei überwiegend im Fährverkehr zu den Äußeren Hebriden und später zu den Inneren Hebriden genutzt.
Nach mehreren Verkäufen wurde das Schiff 2009 zu einem Kabelleger umgebaut.

## Geschichte
Das Schiff wurde unter der Baunummer 522 von Robb Caledon Shipbuilders in Leith gebaut. Der Stapellauf fand am 31. August 1978 statt. Die Fertigstellung des Schiffs erfolgte im Dezember 1978. Das Schiff wurde am 3. Januar 1979 auf der Strecke von Oban nach Castlebay auf Barra und Lochboisdale auf South Uist in Dienst gestellt, wo es die Iona ersetzte, die anschließend im Fährverkehr zur Insel Islay eingesetzt wurde. Neben den beiden Inseln der Äußeren Hebriden wurden im ersten Jahr auch die zu den Inneren Hebriden zählenden Inseln Isle of Mull, Coll und Tiree angelaufen; dies wurde danach von der Columba übernommen.
1989 wurde die Fähre durch die Lord of the Isles ersetzt. In der Folge wurde sie auf der Strecke von Kennacraig zur Insel Islay eingesetzt, wo sie erneut die Iona ersetzte. In den Sommermonaten der Jahre 1994 bis 1996 wurde die Fähre in Zusammenarbeit mit der Isle of Man Steam Packet Company am Wochenende zwischen Ardrossan in Schottland und Douglas auf der Isle of Man eingesetzt.
1997 wurde das Schiff an Sea Containers verkauft, die es in der Sommersaison durch ihre Tochtergesellschaft Argyll and Antrim Steam Packet Company zwischen Campbeltown auf der Kintyre-Halbinsel und Ballycastle in Nordirland betreiben ließ. Im Winterhalbjahr war das Schiff in Campbeltown aufgelegt. Zeitweise wurde es verchartert und so teilweise auch von Caledonian MacBrayne als Ersatzschiff genutzt.
2002 wurde die Fähre an Pentland Ferries verkauft, die einige Jahre zuvor auch schon die Iona gekauft hatten. Das Schiff wurde zunächst im November 2002 zwischen Invergordon und St Margaret’s Hope auf der Orkneyinsel South Ronaldsay eingesetzt. Von Anfang März bis Anfang April sowie erneut ab November 2003 verkehrte das Schiff als Frachtfähre über den Pentland Firth zwischen Gills Bay auf dem schottischen Festland und St Margaret’s Hope. In dieser Zeit war das Schiff für die Beförderung von zwölf Passagieren zugelassen. Ab dem Jahr 2004 war die Fähre im Sommerhalbjahr für 250 und im Winterhalbjahr für 71 Passagiere zugelassen. Sie verkehrte überwiegend über den Pentland Firth, wurde zeitweise aber auch in Charter anderer Reedereien auf anderen Strecken eingesetzt. Nach der Indienststellung der Katamaranfähre Pentalina Anfang 2009 wurde das Schiff an das dänische Unternehmen CT Offshore verkauft.

## Technische Daten und Ausstattung
Das Schiff wird von zwei Viertakt-Sechzehnzylinder-Dieselmotoren des Herstellers Mirrlees Blackstone (Stamford) mit jeweils 1250 kW Leistung angetrieben. Die Motoren wirken auf zwei Propeller. Das Schiff war mit einem Bugstrahlruder ausgestattet. Für die Stromerzeugung an Bord standen drei von Dieselmotoren mit jeweils 441 kW Leistung angetriebene Generatoren zur Verfügung.
Die Fähre verfügte über ein Fahrzeugdeck, das über eine Heckrampe sowie zwei Seitenrampen mit Lastenaufzug zugänglich war. Auf dem Fahrzeugdeck standen fünf Fahrspuren zur Verfügung, auf denen 50 Pkw Platz fanden. Das Fahrzeugdeck war im vorderen Drittel von den Decksaufbauten überbaut. Die beiden Seitenrampen und Lastenaufzüge befanden sich hinter den seitlich angeordneten Schornsteinen des Schiffs. Die Lastenaufzüge waren mit Drehtellern versehen, mit deren Hilfe Fahrzeuge quer zur Längsachse des Schiffes gedreht werden konnten. Die Aufzüge konnten 36 t tragen, die Heckrampe mit 38 t belastet werden. Die Seitenrampen und die Lastenaufzüge wurden Ende 2007 entfernt.
Die Decksaufbauten bestanden aus vier Decks, auf denen unter anderem Aufenthaltsräume für die Passagiere sowie Kabinen für 32 Passagiere sowie die Brücke untergebracht waren.

## Verbleib des Schiffes

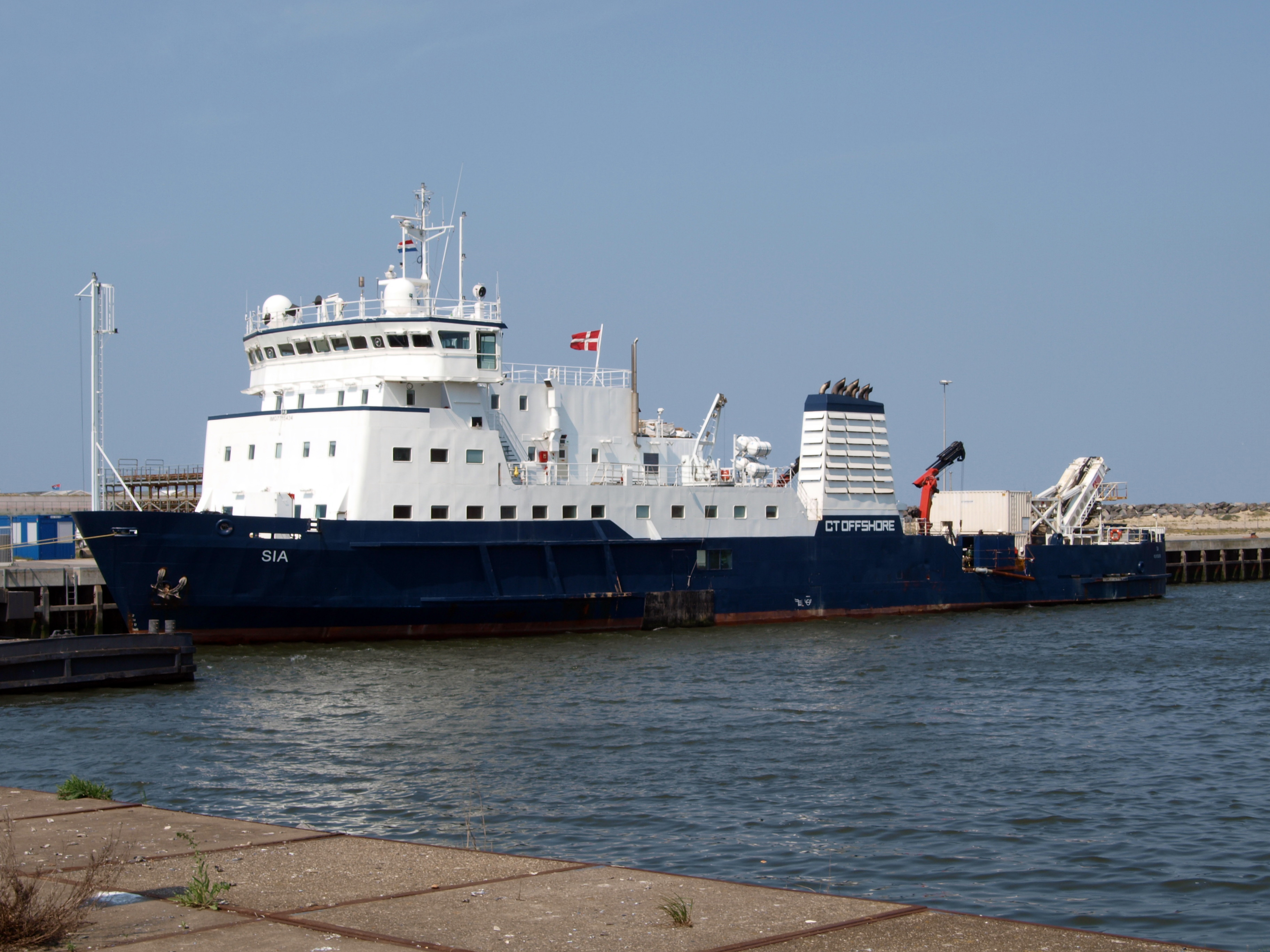
Nach dem Umbau zum Kabelleger

Nach dem Verkauf an CT Offshore wurde das Schiff umfangreich zu einem Kabelleger umgebaut. Dabei wurden die gesamten Decksaufbauten entfernt und komplett neu aufgebaut.
Die Antriebsmotoren wurden generalüberholt. Für die Stromversorgung an Bord wurden zwei von Dieselmotoren mit jeweils 1100 kW Leistung und zwei von Dieselmotoren mit jeweils 600 kW Leistung angetriebene Generatoren installiert. Das Schiff wurde mit fünf Bug- und vier Heckstrahlrudern ausgerüstet. Es verfügt damit über ein System zur dynamischen Positionierung (DP2).
Auf dem Hauptdeck wurden drei Kabeltrommeln installiert, auf denen zusammen 565 t Seekabel gelegt werden können. Am Heck wurde ein schwenkbarer Heckgalgen installiert, der 15 t heben kann. Außerdem stehen zwei Krane zur Verfügung, die jeweils bis zu 70 t heben können. Das Arbeitsdeck ist rund 500 m² groß. Hier können drei 20-Fuß-Container mitgeführt werden. Im Rumpf wurde ein Moonpool installiert. Das Schiff ist mit einem ROV ausgerüstet. Dieses kann in Tiefen bis zu 1000 Metern eingesetzt werden.
An Bord stehen 45 Kabinen, davon 40 Einzel- und fünf Doppelkabinen für insgesamt 59 Personen inklusive der Schiffsbesatzung zur Verfügung.
Neuer Name des nun unter dänischer Flagge betriebenen Schiffs wurde Sia. Das Schiff wird für die Anbindung von Offshore-Windparks sowie die Reparatur von Seekabeln genutzt. Die Kabel können dabei über das Heck oder die Steuerbordseite verlegt werden.
2017 wurde das Schiff an das dänische Unternehmen M-Tech Offshore in Esbjerg verkauft. 2018 ging das Schiff an das griechische Unternehmen Nauplius Shipmanagement, das es unter die Flagge Panamas brachte.